# Grainstone

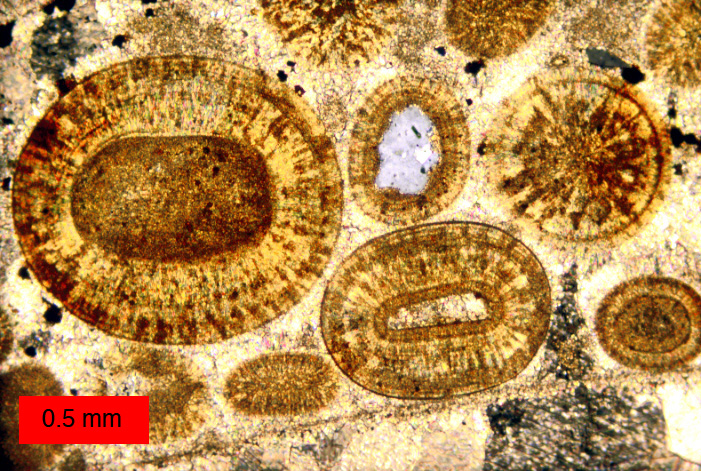
Lame mince de grainstone avec des ooïdes calcitiques; Formation de Carmel, Jurassique moyen, de sud de l'Utah, USA.

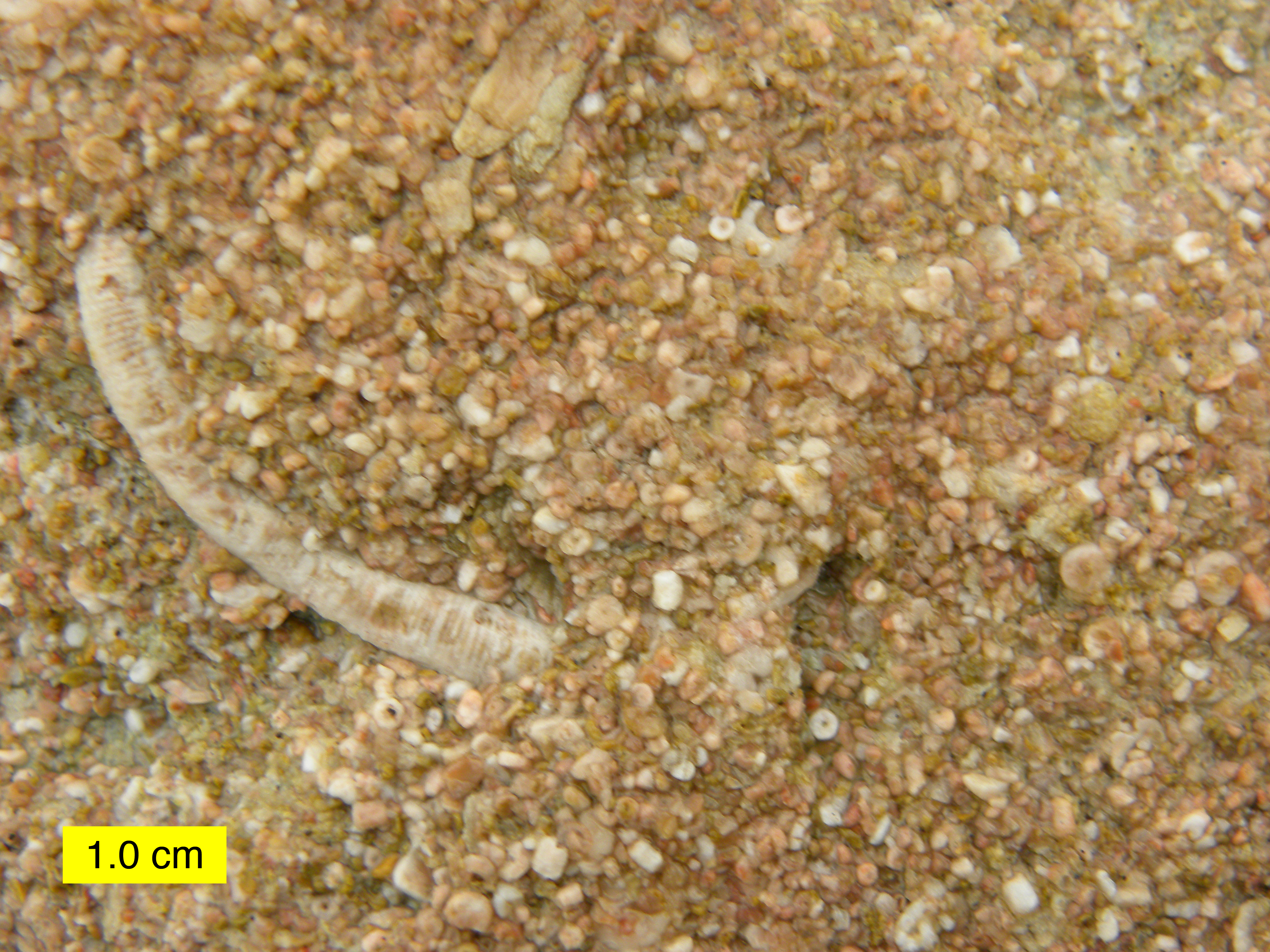
Grainstone (Formation de Brassfield, près de Fairborn, Ohio, USA). Les grains sont des fragments de crinoïdes

Grainstone est un terme géologique d'origine anglo-saxonne caractérisant un type de roches carbonatées.

## Définition
Dans la classification de Dunham, c'est une roche carbonatée dans laquelle les grains ont un diamètre supérieur à 0,25 mm, sont jointifs, reposant les uns sur les autres (grain supported), sans matrice. Le ciment intergranulaire est peu abondant, sous forme de sparite ou ciment spathique (sparry cement), sans micrite. Dans ce type de roches carbonatées, les composants organiques ne sont pas liés entre eux pendant le dépôt et n'ont pas de particules fines (boue). Les grainstones sont une simple accumulation de grains jointifs. 
À ce nom on peut ajouter un adjectif caractérisant le plus important des allochèmes :
- Grainstone à péloïdes ou pelloïdal[1] ;

- Grainstone bioclastique pelloïdal[2] ;

- Grainstone bioclastique tufacé[3] ;

- Grainstone à oolithes ou oolithique[4] ;

- Grainstone à pellets ou à boulettes[5] ;

- Grainstone echinoïdal[6].